# Le Monestier-du-Percy
Le Monestier-du-Percy är en kommun i departementet Isère i regionen Auvergne-Rhône-Alpes i sydöstra Frankrike. Kommunen ligger i kantonen Clelles som tillhör arrondissementet Grenoble. År 2022 hade Le Monestier-du-Percy 256 invånare.

## Befolkningsutveckling
Antalet invånare i kommunen Le Monestier-du-Percy
Referens:INSEE